# Pollicipes polymerus

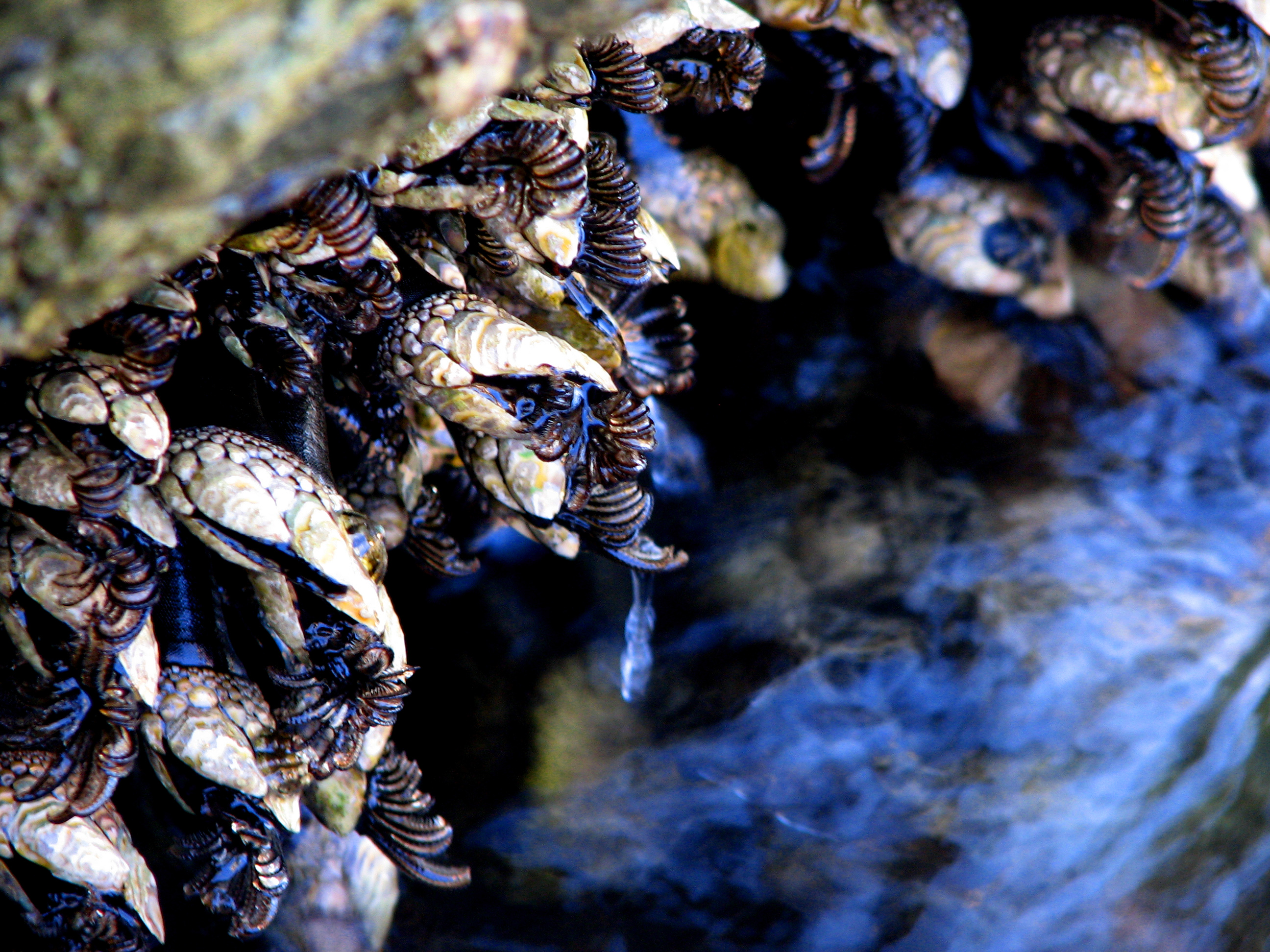
Colonia de P. polymerus en Friday Harbor en la costa noroeste de los Estados Unidos.

El percebe de Canadá o percebe del noroeste del Pacífico (Pollicipes polymerus) es una especie de artrópodo perteneciente a la familia de los policipédidos de la orden de los pedunculados e infraclase de los cirrípedos, del subfilo de los crustáceos; es un animal  marino, con pedúnculo carnoso y corto, que vive fijado a las rocas batidas por las olas. 
Su área de dispersión se limita a la zona intermareal a lo largo de la costa pacífica de Norteamérica.
Es un pariente próximo del percebe del Atlántico NE, Pollicipes pollicipes, y su apariencia y gusto son similares.
A partir de 1970 su explotación comercial en Canadá experimentó un importante auge debido a la demanda del mercado español ya que los stocks locales de Pollicipes pollicipes habían disminuido gravemente. Sin embargo, las exportaciones de percebe de Canadá cesaron a partir de 1999, fecha en la que se cierra su pesca comercial debido a la preocupante baja de sus poblaciones.